# リュシール・グレトリ
リュシール＝アンジェリーク＝ドロテー＝ルイーズ・グレトリ（Lucile-Angélique-Dorothée-Louise Grétry, 1772年7月15日 - 1790年3月）はフランスの女性作曲家。高名なオペラ作曲家アンドレ・グレトリと、その妻で画家のジャンヌ＝マリー・グランドンとの間に産まれた次女である。

## 略歴
コメディ・イタリエンヌ劇場のために2つのオペラ・コミックを作曲しており、第1作の《アントニオの結婚（Le mariage d'Antonio）》（1786年）はまだ14歳の時の作品である。父親の最も有名な作品《獅子心王リシャール（Richard Coeur-de-lion）》の後日談として作曲され作品であり、管弦楽法は父親に助けてもらっている。上演回数は47回を数えた。1786年に作曲された第2作《トワネットとルイ（Toinette et Louis）》 は失敗作だった。リュシール・グレトリは将来を嘱望されていたのだが、18歳で結核のために夭折した。